# HO Schachzentrum
Die HO Schachzentrum war eine Filiale der staatlichen DDR-Handelsorganisation HO in Leipzig. Die Filiale vertrieb vor allem Schachartikel und war der erste Schachartikelhändler in der DDR.
Anlass der Gründung am 14. Oktober 1961 war die Schacholympiade 1960 in Leipzig. Vorbild für die Gestaltung des Ladens war das Schachgeschäft von Erwin Rosenblatt auf dem Wenzelsplatz in Prag. Die erste Leiterin war Hildegard Richter; ihr folgten bis 1989 Susanne Pausch und Elke Hoppert. Nach der Wende wurde das Geschäft von Euro Schach und Spiel (heute Euro Schach Dresden) übernommen, aber nach bereits einem Jahr endgültig geschlossen.
Das HO Schachzentrum hatte mit über dreißig Lieferanten Handelsbeziehungen. Figurenmaterial wurde beispielsweise aus dem Erzgebirge (Borstendorf, Eppendorf, Seiffen) bezogen; Schachuhren wurden durch die VEB Uhrenwerke Ruhla gefertigt. Die Schachbücher stammten größtenteils aus dem Sportverlag Berlin. Der größte Teil des Umsatzes wurde nicht durch das Ladengeschäft in der Leipziger Burgstraße, sondern durch den Versandhandel generiert. Das HO Schachzentrum belieferte die Schachspieler nicht nur in der DDR, sondern auch in 60 Ländern außerhalb der DDR. Im westlichen Ausland waren insbesondere sowjetische Schachzeitschriften begehrt, so zählte beispielsweise der spätere Schachweltmeister Bobby Fischer einige Jahre lang zu den Abonnenten.